# Fondation Maeght

Fondation Maeght, 2014

Fondation Maeght (Maeght uttalas mahg) är ett museum för modern och samtida konst på Franska Rivieran, i parkmiljö och med modern arkitektur. 
Det ligger några hundra meter från byn Saint-Paul de Vence i södra Frankrike, cirka 20 km väster om  Nice. Det skapades av Marguerite och Aimé Maeght 1964 och omfattar bland annat Joan Miró, Alberto Giacometti, Georges Braque, Alexander Calder, Marc Chagall, Fernand Léger och Bonnard med flera. Även själva byggnaden ritad av den katalanska arkitekten Jose Luis Sert måste betraktas som ett konstverk i sig själv och med en pinjepark full av skulpturer av Joan Miró och en gård med skulpturer av Alberto Giacometti och mosaikmuraler av Marc Chagall och Pierre Tal-Coat, bassäng med mosaiker av Braque med fontän av Pol Bury (i Cobra (konstnärsgrupp)). 
Enligt museets besöksinformation gömde sig en rad konstnärer i Paris, även utländska, sökte sig till Franska Rivieran närmare bestämt den lilla avsides byn Saint-Paul de Vence i Vichyfrankrike under andra världskriget. Man gömde sig undan den nazistiska ockupationen av norra Frankrike inklusive Paris. Konststilarna betraktades av nazisterna som urartad konst och flera av konstnärerna var av dåtida politiskt känslig härkomst till exempel judiska såsom Marc Chagall, men också kända av oönskad politisk tillhörighet. Marguerite och Aimé Maeght innehade under kriget den lokala radiohandeln i byn och Aimé Maeght som kom från trakten av Lille kunde få inrikesvisum att resa till norra Frankrike och därmed till Paris och kunde sälja konsten. Det resulterade i att Marguerite och Aimé Maeght efter kriget var världens största konsthandlare och startade 1946 Galleri Maeght i Paris och i New York. De sålde mycket i USA efter kriget och skapade sig en rejäl förmögenhet. På slutet av 50-talet lär Joan Miró ha sagt till Aimé Maeght bygger du ett konstmuseum så fyller jag det.[källa behövs]
Marc Chagall är begravd på begravningsplatsen i byn Saint-Paul de Vence, strax nedanför museet. 
Fondation Maeght är helt oberoende finansierat utan offentligt stöd. Adrien Maeght är ordförande och styrelsen inkluderar även Isabelle Maeght och Yoyo Maeght.